# Велсвил (Мисури)
Велсвил (енгл. Wellsville) град је у америчкој савезној држави Мисури.

## Демографија
По попису из 2010. године број становника је 1.217, што је 206 (-14,5%) становника мање него 2000. године.
| Група             | 2000.         | 2010.         |
| Белци             | 1.317 (92,6%) | 1.158 (95,2%) |
| Афроамериканци    | 63 (4,4%)     | 34 (2,8%)     |
| Азијати           | 1 (0,1%)      | 0 (0,0%)      |
| Хиспаноамериканци | 15 (1,1%)     | 9 (0,7%)      |
| Укупно            | 1.423         | 1.217         |